# Mise
Mise, výraz pocházející z latinského missio znamenajícího „poslat“, je poslání, úkol; sbor osob vyslaný za nějakým účelem nebo úřad pověřený určitým posláním, například zastupováním státu v zahraničí (diplomatická, politická nebo obchodní mise).
Historický kontext sahá do doby, kdy se organizace začaly více zaměřovat na strategické plánování a definování svého dlouhodobého směru a účelu. Koncept se stal populárnějším v 70. a 80. letech 20. století, kdy se management zaměřil na zlepšení efektivity a účinnosti firemní komunikace a identifikace.

## Známé mise

### Runcimanova mise
Britská mise vedená lordem Walterem Runcimanem, jež působila od 3.8. do 16.9. 1938 v ČSR jako prostředník při jednáních československé vlády s Henleinovou SdP. V duchu politiky appeasementu, usilující o dohodu mezi západními mocnostmi a nacistickým Německem, se snažila donutit československou vládu k maximálním ústupkům vůči henleinovcům; v zásadě se vyslovila pro odstoupení československého pohraničí Německu.

### Francouzská vojenská mise v ČSR
Skupina důstojníků francouzské armády, vyslaná 1919 do ČSR na základě žádosti československé vlády a pověřená organizací vznikající československé armády a přípravou jejího velitelského sboru, zvláště pak vybudováním minimální obrany, generálního štábu a vojenského školství. 
Měla velký vliv na usměrňování československé armády v duchu francouzské zahraniční a vojenské politiky. Pro nedostatek vyškolených československých vyšších důstojníků v prvních letech po vzniku ČSR veleli některým československým vojenským jednotkám důstojníci mise, kteří také vedli všechna vojenská učiliště; náčelník mise byl v letech 1919–26 zároveň náčelníkem československého generálního štábu (v době intervence proti Maďarské republice rad roku 1919 pak vrchním velitelem československé armády). Po Mnichovu 1938 byla mise likvidována. V čele francouzské vojenské mise postupně stáli francouzští generálové M. Pellé (1919–21), E. Mittelhauser (1921 až 1926), L. Faucher (1926–38).

### Italská vojenská mise v ČSR
Skupina důstojníků italské armády, působící v letech 1918-1919 v ČSR. 
Na československé území přišla ve 2. polovině prosince 1918 spolu s československými legiemi z Itálie a převzala nejvyšší velitelské pravomoci na Slovensku. V jejím čele stál generál L. Piccione, jmenovaný 23. 12. 1918 vrchním velitelem všech československých vojsk na Slovensku. Hlavním úkolem italské vojenské mise bylo organizovat obsazení celého Slovenska československými ozbrojenými silami. V důsledku jednoznačné zahraniční politiky orientace ČSR na Francii odešla italská vojenská mise v létě 1919 z Československa.

## Typy misí

### Mise diplomatická
Obecně v mezinárodních vztazích poselstvo a diplomatické zastupitelství různého druhu; v užším smyslu tzv. mise speciální, politická, technická nebo jiná reprezentace státu vyslaná do jiného státu (politická, obchodní, vojenská mise).

### Mise en demeure
Mise en demeure [mizandemér] je upomínka nebo úřední výzva.

### Mise en scène
Mise en scène [mizansén] znamená (knižně) režie divadelní hry.

### Vojenská mise
Reprezentace ozbrojených sil státu vyslaná do jiného státu 
nebo oblasti se zvláštními úkoly; například československá vojenská mise západního sektoru Berlína zřízená po kapitulaci hitlerovského Německa v roce 1945 jako dočasný zastupitelský úřad.

### Policejní mise
Na setkání Evropské rady v Nice (2000) bylo rozhodnuto o dvou konceptech zahraničních policejních misí EU: "substituční a podpůrná". 
"Substituční mise" má za úkol v místech, kde se zhroutil státní aparát v důsledku např. válečného konfliktu, převzít úlohu místní policie. Příslušníci zahraničních policejních jednotek jsou ozbrojeni a zajišťují veškeré výkonné funkce, tak aby byl co nejrychleji obnoven soudní a trestní systém na všech úrovních policejní hierarchie i v rámci celé územní působnosti na daném teritoriu V závislosti na druhu mandátu může policejní substituční mise vykonávat fce: 1. všeobecná policejní činnost, 2. vyšetřování trestné činnosti, 3. příprava a školení místní policie.
"Podpůrná mise" je zahájena v případě, kdy státní systém postižené země prochází závažnou krizi (politická, náboženská, etnická). Má za úkol podporu místních policejních sil, tak aby došlo ke zvládnutí dané krizové situace a eliminaci vzniklých následků. V tomto typu mise nejsou zahraniční policisté většinou ozbrojeni. Nejčastějším typem podpůrné mise je monitorovací, při které dochází ke sledování celé škály situací ve společnosti v souvislosti s policejními činnostmi. V rámci podpůrné mise mohou být také prováděna školení a výcvik místní policie, aby lépe dosáhla kvality standardních policejních postupů a technik.

### Kněžská mise (Missie)
Kněz nebo jiný představitel církve je poslán do země, kde je podle biskupa nebo jiného jeho nadřízeného slabá nebo vůbec žádná víra, aby ji zde šířil. Často je tento úkol spojen s přiblížením životní úrovně tzv. západního světa a snahou snížit úmrtnost a nevzdělanost obyvatelstva.